# 3-Methylcytosin
3-Methylcytosin ist eine heterocyclische organische Verbindung mit einem Pyrimidingrundgerüst. Es ist ein Derivat der Nukleinbase Cytosin mit einer zusätzlichen Methylgruppe in Position 3. Es kommt als Bestandteil des Nukleosids 3-Methylcytidin (m3C) in der RNA vor.

## Eigenschaften
3-Methylcytosin ist tautomer, wobei die Iminoform überwiegt.
| 3-Methylcytosin Iminoform   | 3-Methylcytosin Aminoform   |
| 3-Methylcytosin (Iminoform) | 3-Methylcytosin (Aminoform) |